# Wayne Ellington
Wayne Robert Ellington Jr. (Wynnewood, Pensilvania, 29 de noviembre de 1987) es un exjugador de baloncesto estadounidense que disputó 13 temporadas en la NBA. Con 1,96 metros de altura, jugaba en la posición de escolta.

## Trayectoria deportiva

### Universidad

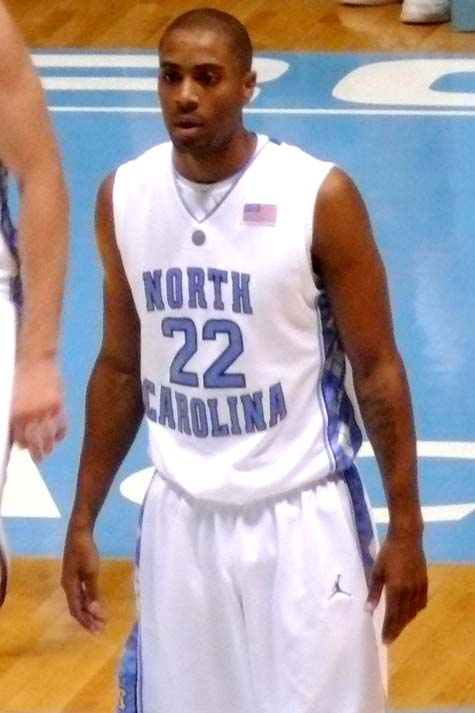
Ellington con los North Carolina Tar Heels en 2009

Tras haber disputado en 2006 el prestigioso McDonald's All-American Game, jugó durante 3 temporadas con los Tar Heels de la Universidad de Carolina del Norte en Chapel Hill, en la que promedió 14,7 puntos, 4,1 rebotes y 2,2 asistencias por partido. En su primera temporada se hizo rápidamente con el puesto de titular, acabando con unos promedios de 11,7 puntos y 2,9 asistencias. Su partido más completo de la temporada lo disputó ante Maryland Terrapins, consiguiendo 17 puntos, 5 rebotes y 6 asistencias.
En su segunda temporada como universitario acabó en la séptima posición de máximos anotadores de la Atlantic Coast Conference, al promediar 16,6 puntos. Ese año alcanzó su récord de anotación en un partido ante Clemson Tigers, consiguiendo 36 puntos, con una serie de 5 de 8 en tiros de 3 y 9 de 9 desde la línea de tiros libres.
En el que iba a ser su última temporada como universitario llevó a su equipo a la Final Four de la NCAA, en la que batió el récord de porcentaje de triples, con 8 de 10 en los dos partidos, consiguiendo finalmente hacerse con el título de campeón. Además, fue nombrado Mejor Jugador del Torneo.

#### Estadísticas
| Año     | Equipo         | PJ  | PT  | MPP  | %TC  | %3P  | %TL  | RPP | APP | ROB | TPP | PPP  |
| ------- | -------------- | --- | --- | ---- | ---- | ---- | ---- | --- | --- | --- | --- | ---- |
| 2006–07 | North Carolina | 38  | 37  | 23.9 | .433 | .371 | .836 | 2.9 | 2.1 | .8  | .0  | 11.7 |
| 2007–08 | North Carolina | 39  | 38  | 31.1 | .467 | .400 | .826 | 4.5 | 2.0 | 1.1 | .2  | 16.6 |
| 2008–09 | North Carolina | 38  | 37  | 30.4 | .483 | .417 | .777 | 4.9 | 2.7 | .9  | .2  | 15.8 |
| Total   | Total          | 115 | 112 | 28.5 | .463 | .397 | .809 | 4.1 | 2.2 | .9  | .1  | 14.7 |

### Profesional
Fue elegido en la vigésimo octava posición del Draft de la NBA de 2009 por Minnesota Timberwolves, equipo con el que firmó contrato en julio de 2009.
En el verano de 2012, fue traspasado a los Memphis Grizzlies a cambio de Dante Cunningham.
En enero de 2013 es traspasado junto con Marreese Speights y Josh Selby a los Cleveland Cavaliers a cambio de Jon Leuer.
El 26 de julio de 2013, Ellington firmó con los Dallas Mavericks.
El 25 de junio de 2014, Ellington junto a sus tres compañeros de equipo, Shane Larkin, José Calderón y Samuel Dalembert, más los picks 31 y 54 de la segunda ronda del Draft de la NBA de 2014 fueron enviados a los New York Knicks a cambio de Tyson Chandler y Raymond Felton. El 6 de agosto de 2014, fue nuevamente traspasado esta vez a los Sacramento Kings, junto con Jeremy Tyler y una selección de segunda ronda para el draft de 2015, a cambio de Quincy Acy y Travis Outlaw. A principios de septiembre de 2014, fue despedido por los Kings.
El 10 de julio de 2016 se anunció su fichaje como agente libre por los Miami Heat.
El 6 de febrero de 2019 es traspasado a Phoenix Suns junto a Tyler Johnson a cambio de Ryan Anderson. Tras ser despedido dos días más tarde, el día 9 firmó contrato con Detroit Pistons.
El 1 de julio de 2019, firma un contrato con los New York Knicks. El 19 de noviembre de 2020, antes de comenzar la temporada siguiente, es cortado.
Después de un año en New York, el 24 de noviembre de 2020, vuelve a firmar con Detroit Pistons hasta final de temporada.
El 2 de agosto de 2021 firmó como agente libre por Los Angeles Lakers.

### Entrenador
El 29 de septiembre de 2023, se una al cuerpo técnico de Miami Heat como desarrollador de jugadores.

## Estadísticas de su carrera en la NBA

### Temporada regular
| Año     | Equipo      | PJ  | PT  | MPP   | %TC  | %3P  | %TL  | RPP | APP | ROB | TPP | PPP  |
| ------- | ----------- | --- | --- | ----- | ---- | ---- | ---- | --- | --- | --- | --- | ---- |
| 2009-10 | Minnesota   | 76  | 0   | 18.2  | .424 | .395 | .871 | 2.1 | 1.0 | .3  | .1  | 6.6  |
| 2010-11 | Minnesota   | 62  | 8   | 19.0  | .403 | .397 | .792 | 1.7 | 1.2 | .5  | .0  | 6.6  |
| 2011-12 | Minnesota   | 51  | 4   | 19.1  | .404 | .324 | .800 | 1.9 | .6  | .5  | .2  | 6.1  |
| 2012-13 | Memphis     | 40  | 4   | 16.9  | .407 | .423 | .938 | 1.3 | 1.1 | .4  | .0  | 5.5  |
| 2012-13 | Cleveland   | 38  | 17  | 25.9  | .439 | .371 | .898 | 3.0 | 1.6 | .8  | .1  | 10.4 |
| 2013-14 | Dallas      | 45  | 1   | 8.7   | .437 | .424 | .909 | 1.0 | .4  | .4  | .0  | 3.2  |
| 2014-15 | L.A. Lakers | 65  | 36  | 25.8  | .412 | .370 | .813 | 3.2 | 1.6 | .5  | .0  | 10.0 |
| 2015-16 | Brooklyn    | 76  | 41  | 21.3  | .389 | .358 | .857 | 2.3 | 1.1 | .6  | .1  | 7.7  |
| 2016-17 | Miami       | 62  | 13  | 24.2  | .416 | .378 | .860 | 2.1 | 1.1 | .6  | .1  | 10.5 |
| 2017-18 | Miami       | 77  | 2   | '26.5 | .407 | .392 | .859 | 2.8 | 1.0 | .7  | .1  | 11.2 |
| 2018-19 | Miami       | 25  | 12  | 21.3  | .375 | .368 | .875 | 1.9 | 1.2 | 1.0 | .1  | 8.4  |
| 2018-19 | Detroit     | 28  | 26  | 27.3  | .421 | .373 | .758 | 2.1 | 1.5 | 1.1 | .1  | 12.0 |
| 2019-20 | New York    | 36  | 1   | 15.5  | .351 | .350 | .846 | 1.8 | 1.2 | .4  | .1  | 5.1  |
| 2020-21 | Detroit     | 46  | 31  | 22.0  | .441 | .422 | .800 | 1.8 | 1.5 | .4  | .2  | 9.6  |
| 2021-22 | L.A. Lakers | 43  | 9   | 18.8  | .414 | .389 | .818 | 1.8 | .7  | .5  | .1  | 6.7  |
| Total   | Total       | 770 | 206 | 20.9  | .410 | .382 | .843 | 2.1 | 1.1 | .5  | .1  | 8.0  |

### Playoffs
| Año   | Equipo  | PJ | PT | MPP  | %TC   | %3P  | %TL   | RPP | APP | ROB | TPP | PPP |
| ----- | ------- | -- | -- | ---- | ----- | ---- | ----- | --- | --- | --- | --- | --- |
| 2014  | Dallas  | 2  | 0  | 7.0  | .333  | .333 | 1.000 | 1.0 | 1.0 | .0  | .0  | 4.0 |
| 2018  | Miami   | 5  | 0  | 20.2 | .343  | .400 | 1.000 | 1.6 | .6  | .4  | .4  | 7.8 |
| 2019  | Detroit | 4  | 4  | 32.8 | .3414 | .318 | 1.000 | 3.8 | 1.3 | .8  | .0  | 7.8 |
| Total | Total   | 11 | 4  | 22.4 | .329  | .362 | 1.000 | 2.3 | .9  | .5  | .2  | 7.1 |